# ایتو سوکه‌ایه
ایتو سوکه‌ایه (به ژاپنی: 伊東 祐家 Itō Sukeie)؛ یک سامورایی در دوره هی‌آن بود.
او پدر ایتو سوکه‌چیکا بود. ایتو سوکه‌چیکا نیز پدر کاوازو سوکه‌یاسو و پدربزرگ سوگا توکیمونه و سوگا سوکه‌ناری بود که به خاطر حادثه گرفتن انتقام مرگ پدرشان یا انتقام برادران سوگا شهرت دارند.
او به عنوان اولین پسر کودو سوکه‌تاکا، ششمین رئیس خاندان کودو و بنیانگذار خاندان ایتو به دنیا آمد و نام ایتو تارو تایفو را گرفت با این حال، چون سوکه‌ایه در سن جوانی درگذشت، پدرش کودو سوکه‌تسوگو پسر دوم خود و یا به گفته برخی منابع فرزندی از ازدواج قبلی همسرش را وارث جدید خود کرد.